# American Music Awards 2011
39-я церемония American Music Awards прошла 20 ноября 2011 года в Nokia Theatre в Лос-Анджелесе. На церемонии были признаны наиболее популярные исполнители и альбомы 2011 года. Объявление номинаций состоялось 11 октября 2011 года. Церемония проходила без ведущих. Главными победителями этой церемонии стали Тейлор Свифт и Адель, каждая из которых получила 3 награды.

## Номинанты и победители
Номинанты были анонсированы 11 октября 2011 года. Победители выделены жирным шрифтом.
| Artist of the Year                                       | Sprint New Artist of the Year                                                                                   |
| -------------------------------------------------------- | --- |
| - Адель - Леди Гага - Кэти Перри - Лил Уэйн Тейлор Свифт | Hot Chelle Rae - The Band Perry - Мигель - Wiz Khalifa                                                          |
| Favorite Pop/Rock Male Artist                            | Favorite Pop/Rock Female Artist                                                                                 |
| - Джастин Бибер Бруно Марс - Питбуль                     | Адель - Леди Гага - Кэти Перри                                                                                  |
| Favorite Pop/Rock Band/Duo/Group                         | Favorite Pop/Rock Album                                                                                         |
| - LMFAO Maroon 5 - OneRepublic                           | 21 — Адель - Loud — Рианна - Born This Way — Леди Гага                                                          |
| Favorite Country Male Artist                             | Favorite Country Female Artist                                                                                  |
| - Джейсон Олдин - Брэд Пейсли Блейк Шелтон               | - Сара Эванс - Миранда Ламберт Тейлор Свифт                                                                     |
| Favorite Country Band/Duo/Group                          | Favorite Country Album                                                                                          |
| - Zac Brown Band Lady Antebellum - The Band Perry        | - My Kinda Party — Джейсон Олдин Speak Now — Тейлор Свифт - The Band Perry — The Band Perry                     |
| Favorite Rap/Hip-Hop Artist                              | Favorite Rap/Hip-Hop Album                                                                                      |
| - Лил Уэйн Ники Минаж - Канье Уэст                       | - Tha Carter IV — Лил Уэйн - Watch the Throne — Jay-Z & Канье Уэст Pink Friday — Ники Минаж                     |
| Favorite Soul/R&B Male Artist                            | Favorite Soul/R&B Female Artist                                                                                 |
| - Крис Браун - Trey Songz Ашер                           | - Рианна Бейонсе - Келли Роуленд                                                                                |
| Favorite Soul/R&B Album                                  | Favorite Alternative Artist                                                                                     |
| - F.A.M.E. — Крис Браун Loud — Рианна - 4 — Бейонсе      | Foo Fighters - The Black Keys - Mumford & Sons                                                                  |
| Favorite Adult Contemporary Artist                       | Favorite Latin Artist                                                                                           |
| Адель - Бруно Марс - Кэти Перри                          | - Питбуль - Энрике Иглесиас Дженнифер Лопес                                                                     |
| Favorite Contemporary Inspirational Artist               | Special Award                                                                                                   |
| Casting Crowns - Tobymac - Third Day                     | Кэти Перри — Special Achievement Award - (Первая певица в поп-музыке, имеющая пять синглов #1 с одного альбома) |

## Выступления

### Pre-Show
- Hot Chelle Rae — «I Like It Like It That» / «Tonight Tonight»

### Основное шоу
- Дэвид Гетта и Ники Минаж — «Sweat» / «Turn Me On» / «Super Bass»
- Джастин Бибер — «Mistletoe»
- The Band Perry — «If I Die Young»
- Крис Браун — «All Back» / «Say It with Me»
- Келли Кларксон — «Mr. Know It All»
- Энрике Иглесиас при участии Ludacris — «I Like How It Feels» / «Tonight (I’m Lovin' You)»
- Дженнифер Лопес при участии Питбуля — «Until It Beats No More» (Intro) / «Papi» / «On the Floor»
- OneRepublic — «Good Life»
- Питбуль при участии Марка Энтони и Lil Jon — «I Know You Want Me» / «Give Me Everything» / «Rain Over Me»
- Кэти Перри — «The One That Got Away» (Acoustin version)
- Мэри Джей Блайдж — «Mr. Wrong»
- Maroon 5 при участии Кристины Агилеры — «Moves Like Jagger»
- Gym Class Heroes при участии Адама Левина — «Stereo Hearts»
- Дрейк — «Headline»
- Daughtry — «Crawling Back to You»
- will.i.am при участии Дженнифер Лопес — «T.H.E. (The Hardest Ever)»
- LMFAO при участии Лорен Беннетт и GoonRock (Surprise guests: Джастин Бибер, Дэвид Хассельхофф, Кинан Кэхилл, will.i.am) — «Party Rock Anthem» / «Sexy and I Know It»